# Wrestlepalooza
Wrestlepalooza é um evento de luta livre profissional produzido pela WWE. O evento teve origem na Extreme Championship Wrestling (ECW). Ele aconteceu em 1995, 1997, 1998 e 2000. A edição de 1998 foi transmitida via pay-per-view.
Após a aquisição da biblioteca da ECW, juntamente com os quatro eventos de Wrestlepalooza pela WWE em 2003, a WWE reviveu o evento em 2025, desta vez em formato de transmissão ao vivo, além do tradicional pay-per-view.

## Eventos
| Wrestlepalooza (1995)                             | 5 de agosto de 1995    | Filadélfia, Pensilvânia | ECW Arena                | The Public Enemy (Rocco Rock e Johnny Grunge) vs. The Gangstas (New Jack e Mustafa) em uma luta de macas                                       | [ 2 ]       |
| Wrestlepalooza (1997)                             | 7 de junho de 1997     | Filadélfia, Pensilvânia | ECW Arena                | The Eliminators (Kronus e Saturn) (c) vs. The Dudley Boyz (Buh Buh Ray Dudley e D-Von Dudley) pelo Campeonato Mundial de Duplas da ECW         | [ 3 ]       |
| Wrestlepalooza (1998)                             | 3 de maio de 1998      | Marietta, Geórgia       | Cobb County Civic Center | Shane Douglas (c) vs. Al Snow pelo Campeonato Mundial dos Pesos Pesados da ECW                                                                 | [ 4 ]       |
| Wrestlepalooza (2000)                             | 16 de abril de 2000    | St. Charles, Missouri   | Family Arena             | Tommy Dreamer, Dusty Rhodes, The Sandman e New Jack vs. The Network (Steve Corino, Jack Victory, Rhino e Yoshihiro Tajiri) em uma Street Fight | [ 5 ] [ 6 ] |
| WWE                                               |                        |                         |                          | |             |
| Wrestlepalooza (2025)                             | 20 de setembro de 2025 | Gainbridge Fieldhouse   | Indianápolis, Indiana    | TBD | [ 1 ]       |
| (c) – refere-se ao(s) campeão(s) indo para a luta |                        |                         |                          | |             |